# Silver City (Misisipi)
Silver City es un pueblo del Condado de Humphreys, Misisipi, Estados Unidos. Según el censo de 2000 tenía una población de 337 habitantes y una densidad de población de 213.3 hab/km².

## Demografía
Según el censo de 2000, había 337 personas, 124 hogares y 76 familias residiendo en la localidad. La densidad de población era de 213,3 hab./km². Había 133 viviendas con una densidad media de 84,2 viviendas/km². El 21,66% de los habitantes eran blancos, el 78,34% afroamericanos.
Según el censo, de los 124 hogares en el 33,1% había menores de 18 años, el 31,5% pertenecía a parejas casadas, el 24,2% tenía a una mujer como cabeza de familia y el 38,7% no eran familias. El 36,3% de los hogares estaba compuesto por un único individuo y el 15,3% pertenecía a alguien mayor de 65 años viviendo solo. El tamaño promedio de los hogares era de 2,72 personas y el de las familias de 3,59.
La población estaba distribuida en un 30,6% de habitantes menores de 18 años, un 9,2% entre 18 y 24 años, un 24,0% de 25 a 44, un 22,0% de 45 a 64 y un 14,2% de 65 años o mayores. La media de edad era 36 años. Por cada 100 mujeres había 87,2 hombres. Por cada 100 mujeres de 18 años o más, había 68,3 hombres.
Los ingresos medios por hogar en la localidad eran de 22.083 dólares ($) y los ingresos medios por familia eran 20.000 $. Los hombres tenían unos ingresos medios de 23.125 $ frente a los 16.250 $ para las mujeres. La renta per cápita para la ciudad era de 15.459 $. El 49,3% de la población y el 36,6% de las familias estaban por debajo del umbral de pobreza. El 70,8% de los menores de 18 años y el 38,6% de los habitantes de 65 años o más vivían por debajo del umbral de pobreza.

## Geografía
Según la Oficina del Censo de los Estados Unidos, Silver City tiene un área total de 1,6 km² de los cuales 1,6 km² corresponden a tierra firme y 0,1 km² a agua. El porcentaje total de superficie con agua es 3,17%.